# Mîkilske, Bratske
Mîkilske (în ucraineană Микільське) este un sat în comuna Illicivka din raionul Bratske, regiunea Mîkolaiiv, Ucraina.

## Demografie
Componența lingvistică a localității Mîkilske
     Ucraineană (80,31%)
     Română (12,44%)
     Rusă (5,44%)
     Alte limbi (0,52%)
Conform recensământului din 2001, majoritatea populației localității Mîkilske era vorbitoare de ucraineană (80,31%), existând în minoritate și vorbitori de română (12,44%), rusă (5,44%) și armeană (1,04%).